# King-Edward-VII-Klasse
Die King-Edward-VII-Klasse war eine Klasse von acht Schlachtschiffen (Einheitslinienschiffen), die Anfang des 20. Jahrhunderts für die Royal Navy gebaut wurden.

## Geschichte
Die Pläne für den Bau dieser Schlachtschiffe wurden erstmals im Frühjahr 1901 diskutiert. Es wurde eine vorläufige Verdrängung und Länge von 16.000 Tonnen bzw. 420 Fuß festgelegt. Nachrichten über ausländische Konstruktionen wie die italienische Regina-Margherita-Klasse und die US-amerikanische Virginia-Klasse riefen nach alternativen Entwürfen mit stärkerer Sekundärbewaffnung, bevor der Bau neuer Schlachtschiffe in Betracht gezogen wurde. Der Chefkonstrukteur William Henry White legte Vorschläge für einen sehr leistungsfähigen Typ vor, der einen so deutlichen Fortschritt gegenüber allen bisherigen Versuchen darstellte, dass eine ausländische Konkurrenz ausgeschlossen werden konnte. Während dieser Zeit fertigte der stellvertretende Konstrukteur J. H. Narbeth eine Reihe von Skizzen an, die sich an der Formidable-Klasse orientierten und eine Sekundärbewaffnung von 233-mm- oder 190-mm-Geschützen sowie unterschiedliche Abmessungen in Bezug auf Länge, Stabilität und Geschwindigkeit aufwiesen. Dieser Entwurf stellte eine radikale Abkehr von der Majestic-Klasse dar, auf der alle bisherigen Schlachtschiffe basierten. Nachdem die Admiralität im April 1901 dem finalen Entwurf zugestimmt hatte, konnte mit dem Bau der Schiffe begonnen werden.
Die wichtigsten Neuerungen waren die Einführung der 233-mm-Kanonen, die Einrichtung einer durchgehenden Batterie entlang des Hauptdecks und der Verzicht auf Schnellfeuerkanonen auf den Marsen sowie die Abschaffung der Achterbrücke.
Erstmals seit den 1870er-Jahren besaßen Schlachtschiffe wieder ausgeglichene Seitenruder. Die Schiffe waren sehr manövrierfähig, bei 13 Knoten betrug der Durchmesser des Wendekreises nur 311 m. Die verbesserte Manövrierfähigkeit wurde allerdings mit verringerter Stabilität der Schiffe um die Längsachse erkauft. Daher erhielten sie während ihrer Einsatzzeit in der Grand Fleet von 1914 bis 1916 den Spitznamen „the Wobbling Eight“. Die Schiffe rollten stärker als vorherige Schiffe, galten aber dennoch als stabile Geschützplattformen. Allerdings konnte auf Grund ihres niedrigen Freibords das Oberdeck bei rauer See leicht überflutet werden.
Zum Zeitpunkt ihrer Entwicklung stellten die Schiffe der Klasse schlagkräftige Schlachtschiffe dar. Sie erfüllten alle Erwartungen, die in sie gesetzt wurden. Unglücklicherweise fanden jedoch gerade in dieser Zeit große Umwälzungen im Bereich der Bewaffnung, der Feuerleitung, der Panzerung und des Schiffsantriebes statt. Die Schiffe wurden zwischen 1905 und den ersten Monaten des Jahres 1907 in Dienst gestellt. Schon bald nach ihrer Indienststellung wurden sie vom geradezu revolutionären Entwurf der Dreadnought, die Ende 1906 in Dienst gestellt wurde, überholt. In den folgenden Jahren wurde eine große Anzahl dieser neuartigen Schlachtschiffe in die Flotte übernommen.

## Konstruktion
Ursprünglich sollten alle Schiffe nur mit Belleville-Wasserrohrkesseln ausgestattet werden. Aufgrund von Untersuchungen, welche die Admiralität wegen festgestellter Unterschiede bei den damals verwendeten Schiffskesseln eingeleitet hatte, wurden diese jedoch geändert. In dem auf die Untersuchungen folgenden Bericht wurde empfohlen, die Belleville-Kessel zu verwerfen und die neuen Schiffe mit Kesseltypen anderer Hersteller auszustatten. Die vier ausgewählten Typen waren von Babcock & Wilcox, Yarrow, Niclausse und Durr. Infolgedessen erhielten die Schiffe eine Mischung aus Wasserrohr- und Zylinderkesseln.
Die King Edward VII verfügte über zehn Babcock-Wasserrohrkessel und sechs Scotch-Zylinderkessel. Die Africa, Britannia, Hibernia und die Hindustan hatten achtzehn Babcock-Wasserrohrkessel und drei Zylinderkessel. Die New Zealand verfügte über achtzehn Niclausse- und ebenfalls drei Zylinderkessel. Nur die Dominion und die Commonwealth waren mit sechzehn Babcock-Wasserrohrkesseln ausgestattet.
Mit Ausnahme der New Zealand waren sie die ersten britischen Schlachtschiffe, die mit Öl als Brennstoff und mit gemischter Feuerung ausgestattet waren. Alle Schiffe sollten ursprünglich nur mit Kohle angetrieben werden, doch zwischen 1903 und 1905 wurden alle Kessel mit der Möglichkeit der Ölverbrennung ausgestattet und mit Ölzerstäubern versehen, mit Ausnahme der New Zealand, deren Niclausse-Kessel nicht für Öl angepasst werden konnten. Die Brennstoffmenge und die Reichweite waren ungefähr die gleichen wie bei der Formidable-Klasse. Mit dem Zusatz von Öl vergrößerte sich jedoch der Einsatzradius um 1.600 Seemeilen.
Die Panzerung basierte im Allgemeinen auf der London-Klasse, jedoch mit Änderungen, um die durchgehende Batterie auf dem Hauptdeck anstelle der separaten Kasematten für die 152-mm-Geschütze anzupassen. Die wichtigsten Änderungen waren, dass der 228 mm dicke Abschnitt des Gürtels etwas weiter nach vorne über die vordere Barbette hinausgeführt und das Ende von 76 mm auf 101 mm verstärkt wurde. Die hintere Verlängerung des Gürtels wurde auf 50 mm angehoben. Die Seitenpanzerung mittschiffs von etwa 45,72 cm über der Wasserlinie bis zum Hauptdeck wurde von 228 mm auf 203 mm verringert und zwischen dem Hauptdeck und dem Oberdeck mittschiffs wurde eine Batteriepanzerung von 177 mm hinzugefügt.

## Technik

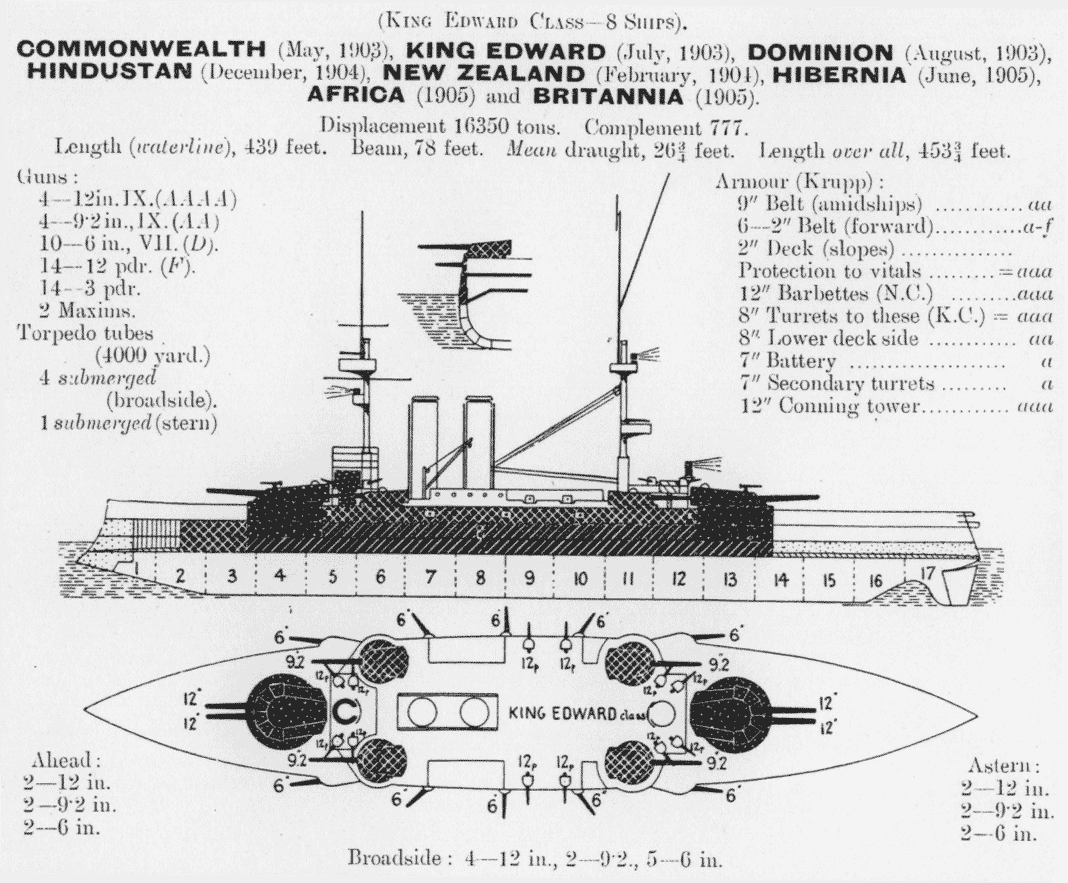
Seitenriss und Decksplan

Die Schiffe hatten eine Gesamtlänge von 138,30 m, eine Breite von 22,90 m und einen Tiefgang von 7,82 m. Die Verdrängung lag zwischen 15.835 t und 17.567 t.

### Antrieb
Die King-Edward-VII-Klasse war mit zwei Vierzylinder-Verbunddampfmaschinen ausgestattet, die jeweils eine Welle antrieben und insgesamt 18.000 Shp (13.239 kW) entwickelten, mit der sie eine Höchstgeschwindigkeit von 18,5 Knoten (34 km/h) erreichte. Der Dampf wurde von zehn bis achtzehn Babcock-&-Wilcox-Wasserrohrkesseln und drei Großwasserraumkesseln mit einem Arbeitsdruck von 14 bis 15 bar geliefert. Die Schiffe konnten maximal 2.273 t Kohle und zusätzlich 386 t Heizöl mitführen, was ihnen bei 10 Knoten (19 km/h) eine Reichweite von 5.270 Seemeilen (9.760 km) ermöglichte. Die Besatzung des Schiffes bestand aus 777 Offizieren und Mannschaft.

### Bewaffnung
Die Hauptbewaffnung bestand aus vier 305-mm-Geschützen in Zwillingstürmen vor und hinter den Aufbauten und vier 234-mm-Geschützen in Einzelgeschütztürmen innerhalb der gepanzerten Zitadelle zwei auf jeder Breitseite. Die 305-mm-Geschütze waren auf Mk-BVII-Lafetten mit einem Seitenrichtbereich von −150 bis +150 Grad montiert. Die Kanonen selbst wogen 51 t und hatten bei einer maximalen Elevation von 30° und einer Mündungsgeschwindigkeit von 796 m/s eine Reichweite von 24.230 m. Sie verschossen 386 kg schwere Granaten mit einer Kadenz von etwa zwei Schuss pro Minute. Die vier 234-mm-Geschütze waren auf Mk-VS-Einzellafetten mit einem Seitenrichtbereich von −142 bis +142 Grad montiert. Die Kanonen hatten ein Gewicht von 28 t. Sie hatten bei einer maximalen Elevation von 30 Grad und einer Mündungsgeschwindigkeit von 847 m/s eine Reichweite von 23.500 m.
Die 305-mm-Geschütze waren mit fünf verschiedenen Geschosstypen ausgestattet. Eine ungehärtete Standard-Gussstahlgranate (CPC, common pointed cap) mit einem Gewicht von 386 kg, drei panzerbrechenden Granaten (APC, armour-piercing capped) mit einem Gewicht von 386 bis 389 kg und ein Hochexplosivgeschoss mit einem Gewicht von ebenfalls 386 kg. Mit der panzerbrechenden Granate konnte die Kanone aus einer Entfernung von 4.390 m eine 305 mm dicke Seitenpanzerung aus Zementstahl durchschlagen. Die Sekundärbewaffnung bestand aus vier 234-mm-Geschützen in Einzelgeschütztürmen mittschiffs, zwei auf jeder Breitseite. Die Kanonen waren auf Mk-VS-Lafetten mit einem Seitenrichtbereich von −60 bis +60° montiert. Sie hatten bei einer maximalen Elevation von +15° und bei einer Mündungsgeschwindigkeit von 847 m/s eine Reichweite von 14.170 m. Die Kanonen hatten drei verschiedene Granattypenen zur Verfügung: die Standard-Gussstahlgranate (CPC), die panzerbrechende Granate (APC) und ein hochexplosives Geschoss, alle mit einem Gewicht von 172,4 kg. Die Feuerrate lag bei zwei Schuss pro Minute. Des Weiteren waren die Schiffe mit zehn 152-mm-Geschützen in Kasematten, fünf auf jeder Breitseite, ausgestattet. Die Geschütze hatten bei einer maximalen Elevation von +20° und bei einer Mündungsgeschwindigkeit von 805 m/s eine Reichweite von 16.340 m. Sie verschossen 45 kg schwere Granaten mit einer Kadenz von fünf bis sieben Schuss pro Minute. Zum Schutz gegen Torpedoboote waren vierzehn 76-mm-Geschütze sowie vierzehn 47-mm-Schnellfeuergeschütze installiert. Außerdem besaß das Schiff fünf 450-mm-Torpedorohre, eines im Heck unter Wasser und zwei auf jeder Breitseite über Wasser.

### Panzerung
Der Panzergürtel des Schiffes bestand aus 229-mm-Krupp-Zementstahl und reichte mittschiffs von etwa 7,62 m vor der vorderen Barbette bis zur achteren Barbette, wo er in 203- bis 305-mm-Querschotten endete. Vor dem Gürtel verringerte sich die Dicke bis zum Bug auf 50-mm-AHS-Stahl. Hinter dem Hauptgürtel bestand die Panzerung aus 50-mm-Nickelstahl, der über die gleiche Breite wie der Hauptgürtel verlief und sich über eine Länge von 36 m zum Heck hin erstreckte. Die Türme der 305-mm-Geschütze waren mit 203 bis 305 mm und die Türme der 234-mm-Kanonen mit 127 bis 229 mm dicken Panzerplatten geschützt. Die Barbetten der 152-mm-Geschütze waren oberhalb 304 mm und unterhalb des Hauptdecks 203 mm dick. Die Kasematten der 152-mm-Geschütze waren durch 178 mm dicke Panzerung geschützt. Der Kommandoturm war rundherum mit 305 mm gepanzert. Die zwei gepanzerten Decks waren 25 bis 64 mm dick.

## Schiffe der Klasse

### HMS Africa
HMS Africa kam in der Atlantic Fleet (1906–1907), Channel Fleet (1907–1908) und in der Home Fleet (1908–1914) zum Einsatz. 1912 wurde auf ihr der Einsatz von Flugzeugen erprobt. HMS Africa war das erste größere britische Kriegsschiff, von dem ein Flugzeug gestartet wurde. Dazu wurde auf dem Deck eine provisorische Startbahn installiert. Als Teil des 3. Schlachtgeschwaders wurde sie während des Ersten Balkankrieges 1912–1913 ins Mittelmeer abgestellt. Mit dem Geschwader diente sie in der Grand Fleet (1914), der Channel Fleet (1914) und nochmals der Grand Fleet (1914–1916). Von 1917 bis 1918 kam sie im Atlantik zum Einsatz, wurde anschließend der Reserve überstellt und 1920 zum Abwracken verkauft.

### HMS Britannia
HMS Britannia kam in der Atlantic Fleet (1906–1907), Channel Fleet (1907–1909) und in der Home Fleet (1909–1914) zum Einsatz. Als Teil des 3. Schlachtgeschwaders wurde sie während des Ersten Balkankrieges 1912–1913 ins Mittelmeer abgestellt. Nach ihrer Rückkehr zum Geschwader diente sie in der Grand Fleet (1914), der Channel Fleet (1914) und nochmals der Grand Fleet (1914–1916). 1916–1917 kam sie im Atlantik, 1917/18 in der Adria zum Einsatz. Am 9. November 1918 wurde sie unmittelbar vor dem Inkrafttreten des Waffenstillstandes vom deutschen U-Boot UB 50 vor Kap Spartel torpediert und sank. Dabei kamen 51 Seeleute ums Leben, 80 wurden verletzt. HMS Britannia war der letzte britische Kriegsschiffverlust im Ersten Weltkrieg.
HMS Commonwealth
HMS Commonwealth kam in der Atlantic Fleet (1906–1907), Channel Fleet (1907–1909) und in der Home Fleet (1909–1914) zum Einsatz. Als Teil des 3. Schlachtgeschwaders wurde sie während des Ersten Balkankrieges 1912–1913 ins Mittelmeer abgestellt. Nach ihrer Rückkehr zum Geschwader diente sie in der Grand Fleet (1914), der Channel Fleet (1914) und nochmals der Grand Fleet (1914–1916). 1916–1917 kam sie zum Nore Command, das den Mündungsbereich der Themse sicherte. 1918 diente sie in der Northern Patrol und anschließend bis 1921 als seegehendes Ausbildungsschiff. 1921 wurde HMS Commonwealth zum Abwracken verkauft.
HMS Dominion
HMS Dominion kam in der Atlantic Fleet (1905–1907), Channel Fleet (1907–1909) und in der Home Fleet (1909–1914) zum Einsatz. Als Teil des 3. Schlachtgeschwaders wurde sie während des Ersten Balkankrieges 1912–1913 ins Mittelmeer abgestellt. Nach ihrer Rückkehr zum Geschwader diente sie in der Grand Fleet (1914), der Channel Fleet (1914) und nochmals der Grand Fleet (1914–1916). 1916–1917 kam sie zum Nore Command. 1918/19 wurde sie für Hilfsdienste eingesetzt und 1921 zum Abwracken verkauft.
HMS Hibernia
HMS Hibernia kam in der Atlantic Fleet (1906–1907), Channel Fleet (1907–1909) und in der Home Fleet (1909–1914) zum Einsatz. 1912 war sie an der Erprobung des Flugzeugeinsatzes von Schlachtschiffen beteiligt. Commander C. Samson vom Royal Naval Air Service führte von ihr mit einem modifizierten Wasserflugzeug Short S.27 T.2 am 9. Mai 1912 den ersten Start von einem in Fahrt befindlichen Kriegsschiff in Weymouth Bay aus (im Januar 1912 war er bereits von der vor Anker liegenden HMS Africa gestartet). Die Startrampe war über den Rohren des vorderen Turms der Hauptbewaffnung der Hibernia installiert, die Landung erfolgte im Wasser. Als Teil des 3. Schlachtgeschwaders von 1912 bis 1917 wurde sie während des Ersten Balkankrieges 1912–1913 ins Mittelmeer abgestellt. Mit dem Geschwader diente sie in der Grand Fleet (1914), der Channel Fleet (1914) und nochmals der Grand Fleet (1914–1916). 1915–1916 kam sie in der Dardanellen-Kampagne zum Einsatz, 1916/17 beim Nore Command. Sie wurde 1917–1919 bei der Reserve eingesetzt und 1921 zum Abwracken verkauft.
HMS Hindustan
HMS Hindustan kam in der Atlantic Fleet (1905–1907), Channel Fleet (1907–1909) und in der Home Fleet (1909–1914) zum Einsatz. Als Teil des 3. Schlachtgeschwaders wurde sie während des Ersten Balkankrieges 1912–1913 ins Mittelmeer abgestellt. Nach ihrer Rückkehr zum Geschwader diente sie in der Grand Fleet (1914), der Channel Fleet (1914) und nochmals der Grand Fleet (1914–1916). 1916–1918 kam sie zum Nore Command. 1918 wurde sie für Hilfsdienste eingesetzt, kam 1918/19 zur Reserve und wurde 1921 zum Abwracken verkauft.
King Edward VII
Die King Edward VII wurde während ihrer gesamten Dienstzeit als Flaggschiff eingesetzt. Sie kam in der Atlantic Fleet (1905–1907), Channel Fleet (1907–1909) und in der Home Fleet (1909–1914) zum Einsatz. Als Teil des 3. Schlachtgeschwaders wurde sie während des Ersten Balkankrieges 1912 1913 ins Mittelmeer abgestellt. Nach ihrer Rückkehr zum Geschwader diente sie in der Grand Fleet (1914), der Channel Fleet (1914) und nochmals der Grand Fleet (1914–1916). 1916 kam sie zum Nore Command. Am 6. Januar 1916 lief sie bei Kap Wrath auf eine von der Möve kurz vorher gelegte Mine. Die Maschinenräume wurden überflutet. Neun Stunden nach dem Minentreffer kenterte das Schiff und sank, Menschenleben waren nicht zu beklagen.
HMS New Zealand
HMS New Zealand kam in der Atlantic Fleet (1905–1907), Channel Fleet (1907–1909) und in der Home Fleet (1909–1914) zum Einsatz. 1911 wurde sie in HMS Zealandia umbenannt, ihren Namen trug seitdem der Schlachtkreuzer New Zealand. Als Teil des 3. Schlachtgeschwaders wurde sie während des Ersten Balkankrieges 1912–1913 ins Mittelmeer abgestellt. Nach ihrer Rückkehr zum Geschwader diente sie in der Grand Fleet (1914), der Channel Fleet (1914) und nochmals der Grand Fleet (1914–1916). 1915–1915 wurde sie mit einem Teil des Schlachtgeschwaders in der Dardanellen-Kampagne eingesetzt. 1916/17 war sie Teil des Nore Command, von 1917 bis 1919 Teil der Reserve und 1921 wurde sie zum Abwracken verkauft.